# Fish Elsewhere
Fish Elsewhere is de naam van een campagne die in 2006 werd gelanceerd door ngo's en politici uit 22 Europese landen. De campagne roept de EU op zich te voegen naar het internationaal recht en met onmiddellijke ingang te stoppen met vissen in de wateren langs de Westelijke Sahara.
De EU ondertekende in 2006 het Europees-Marokkaanse Visserij Partnerschapsakkoord, waardoor Europese schepen toegang kregen tot de territoriale wateren van het betwiste gebied. De Fish Elsewhere-campagne werd in die periode opgestart.
Hoewel het visserijakkoord strijdig is met het internationaal recht, werd het toch ondertekend. Een juridisch advies van de VN dat werd opgesteld door mr. Hans Corell (2002) stelt dat de Saharaanse grondstoffen niet gebruikt mogen worden indien de oorspronkelijke bevolking van het gebied dat niet wenst. De juridische dienst van het Europees Parlement stelde in 2009 vast dat de Sahrawi over het Europees-Marokkaanse Visserij Partnerschapsakkoord niet zijn gehoord. Daarom kan niet worden vastgesteld of de visserij door de Sahrawi wordt gewenst of niet. Daaruit vloeit voort dat bij het opstellen van het akkoord deze richtlijn niet is gevolgd. Het akkoord voldoet daarom niet. Het Europees-Marokkaanse Visserij Partnerschapsakkoord liep in 2011 ten einde.